# Luzula celata
Luzula celata är en tågväxtart som beskrevs av Elizabeth Edgar. Luzula celata ingår i Frylesläktet som ingår i familjen tågväxter. Inga underarter finns listade i Catalogue of Life.